# 1911 au Maroc
Chronologie du Maroc
- 1907
- 1908
- 1909
- 1910
- 1911
- 1912
- 1913
- 1914
- 1915

Cet article présente les faits marquants de l'année 1911 au Maroc ou relatifs au Maroc.

## Événements
- Soulèvement populaire à Fès : Abd al-Hafid, qui contrôle de plus en plus mal l'intérieur du pays, se retrouve assiégé à Fès par des soulèvements populaires et sollicite l'aide française.
- 9 au 12 mars : la canonnière allemande Eber est à Casablanca[1].
- 1 juillet : l'Allemagne envoie vers Agadir la canonnière Panther pour signifier à la France qu'elle n'a pas tous les droits au Maroc[2].
- Effectifs militaires français au Maroc : 27 652 [3].